# Georg Rudorf

Dr. Georg Rudorf, 1937

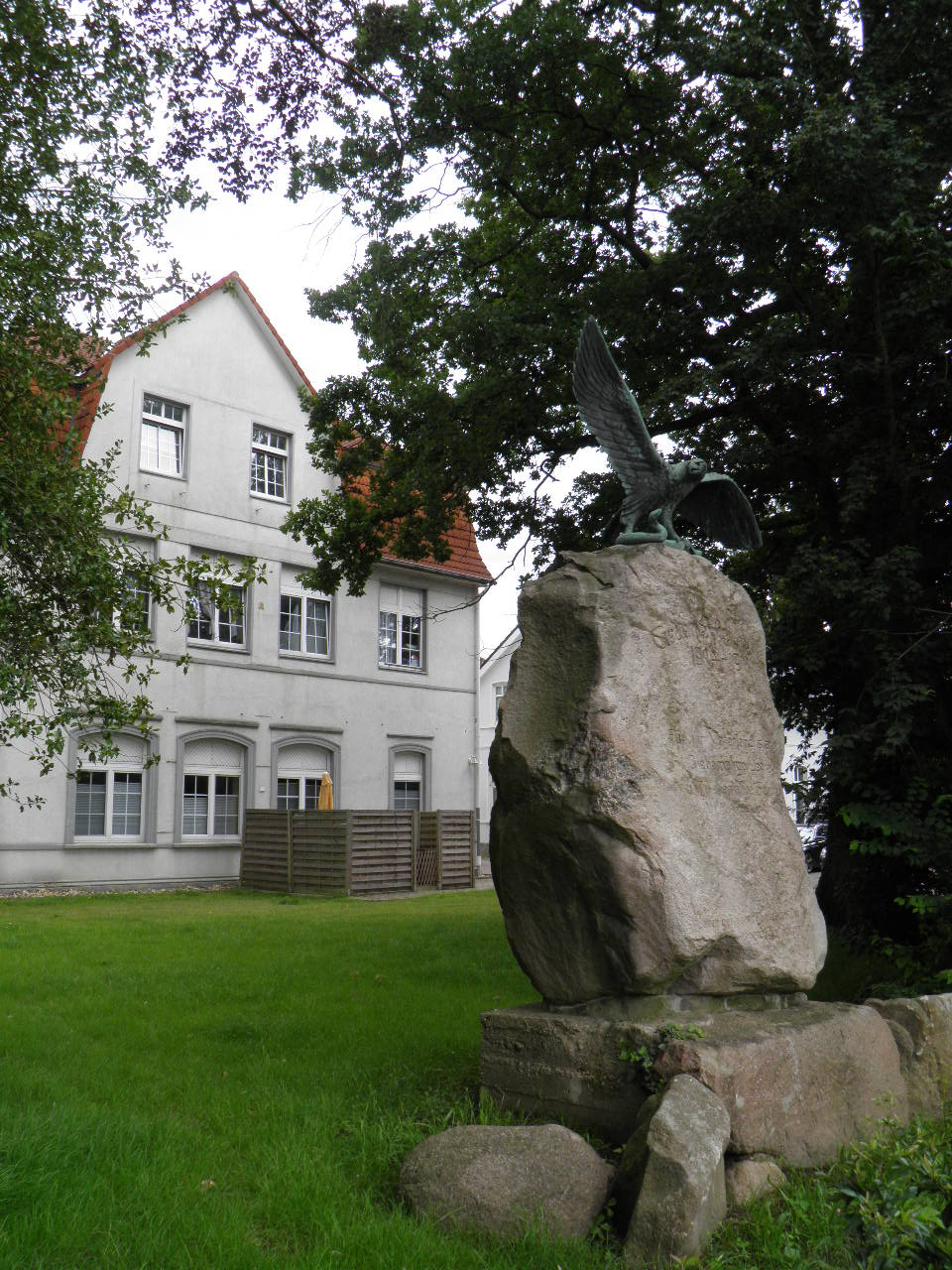
Gebäude der ehem. Ackerbauschule Quakenbrück mit Kriegerdenkmal, 2020

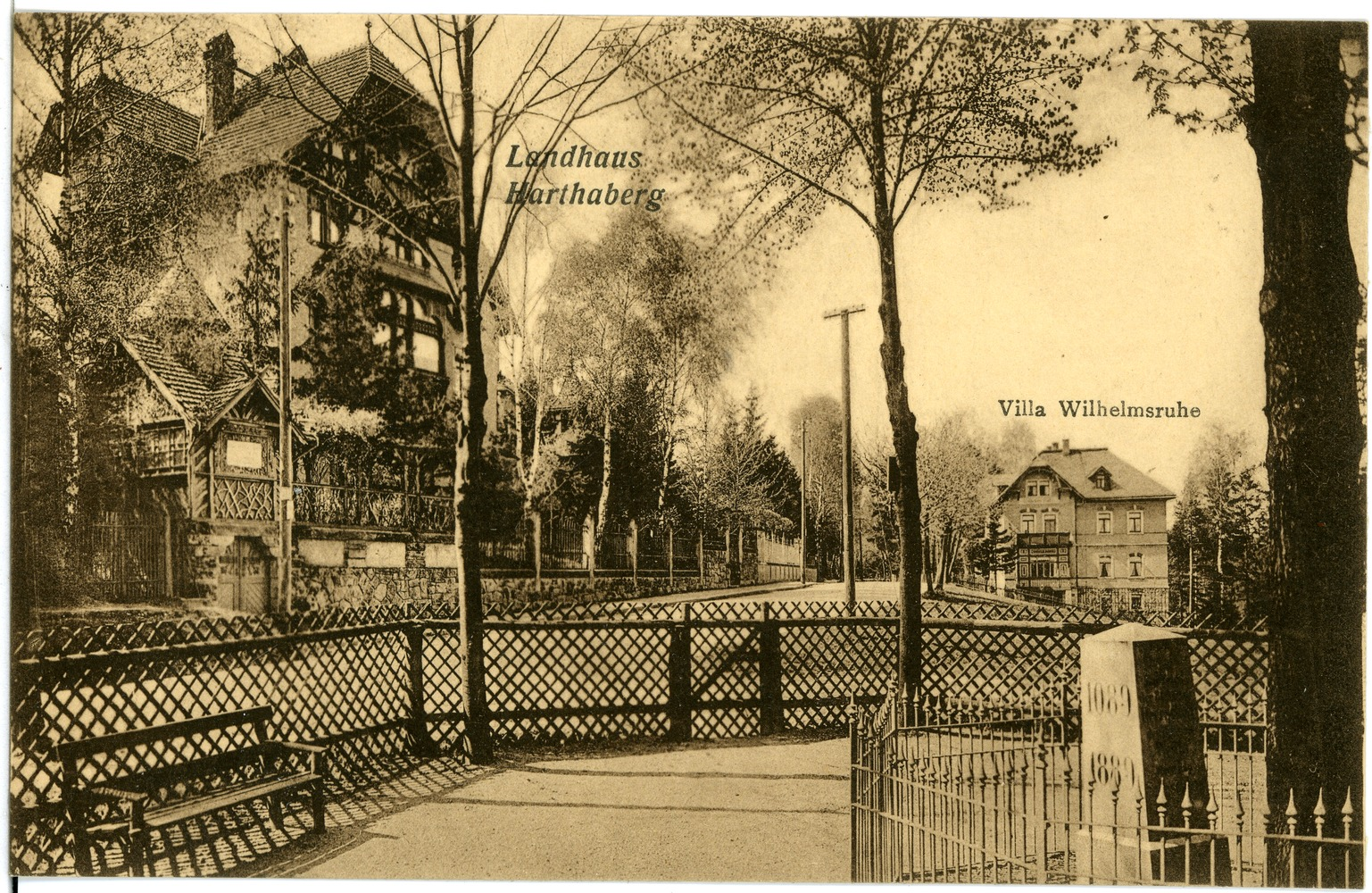
Villenviertel in Kurort Hartha, rechts die Villa Wilhelms Ruhe, in der die Fam. Rudorf 1937–48 lebte

 Karl Georg Rudorf (* 27. Januar 1868 in Bautzen; † 2. Februar 1948 in Kurort Hartha) war Direktor der Ackerbauschule in Quakenbrück, genannt „Ackerdoktor“, und reformierte die Landwirtschaft im niedersächsischen Artland.

## Leben
Seine Jugend verbrachte Rudorf in Dresden. Er studierte an der Universität Leipzig und promovierte dort am 29. September 1897 mit einer agrarwissenschaftlichen Arbeit zum Dr. phil.
Er heiratete am 7. Oktober 1899 in Probsteierhagen Emmy Emilie Rudorf, geb. Arp (* 8. September 1875 in Laboe bei Kiel). Ihr Wohnhaus befand sich neben der 1876 errichteten Ackerbauschule, in der Wohldstraße 48, im Quakenbrücker Stadtteil Hakenkamp. Am 24. April 1902 wurde sein Sohn Hanns Joachim Rudorf geboren und am 11. Juni 1903 folgte die Geburt der Töchter Charlotte und Margarete Herta Rudorf. Charlotte Rudorf starb jedoch schon am 11. Juni 1910 in Quakenbrück. Der Sohn schlug auf Wunsch des Vaters ebenfalls die landwirtschaftliche Laufbahn ein und unterrichtete später an der Landwirtschaftsschule in Lübbecke (Westfalen). Als Pensionär übersiedelte Rudorf mit seiner Frau, Tochter und Enkelin im Oktober 1937 in den Kurort Hartha nach Sachsen. Zu Beginn des Zweiten Weltkrieges kehrte er noch einmal kurzzeitig zum Aushilfsunterricht in das Niedersächsische Neustadt am Rübenberge zurück. Der Sohn fiel 1944 im Zweiten Weltkrieg in Tuschino bei Moskau.
Georg Rudorf verstarb 1948 in Kurort Hartha. Die Bestattung erfolgte auf eigenen Wunsch auf dem Johannisfriedhof in Dresden-Tolkewitz. Seine Frau starb zwei Wochen später und wurde dort ebenfalls beigesetzt. Seine Tochter wohnte zuletzt in Spechtshausen und seine Enkelin in Wilsdruff.

## „Ackerdoktor“
Im Jahre 1898 folgte Rudorf dem Ruf als Lehrer der 1874 gegründeten Ackerbauschule nach Quakenbrück in das niedersächsische Artland. Ab 1899 war er Vorsitzender des Landwirtschafts-Vereines Quakenbrück. Am 1. April 1900 wurde er zum Direktor der Ackerbauschule Quakenbrück berufen.
Er wirkte des Weiteren ehrenamtlich als Vorsitzender des Vereines ehemaliger Ackerbauschüler und des Landwirtschaftlichen Kreisvereines Bersenbrück sowie Oberleiter der von ihm begründeten landwirtschaftlichen Versuchsringe in Menslage, Badbergen und Bramsche.
Zum 50-jährigen Bestehen der Ackerbauschule wurde 1924 vom Verein ehemaliger Ackerbauschüler ein Kriegerdenkmal für die im Ersten Weltkrieg gefallenen drei ehemaligen Lehrer und 70 ehemaligen Schüler auf dem Schulgelände in der Wohldstraße 46, Quakenbrück-Hakenkamp, eingeweiht.
Ab 22. Juni 1925 befand sich die Ackerbauschule in der Rechtsträgerschaft des Kreises Bersenbrück. Das Schulgebäude wurde für den Ausbau von einer dreisemsetrigen in eine viersemestrige Anstalt aufgestockt. 1928 wurde Rudorf als Landwirtschaftsrat Mitglied der Königlichen Landwirtschafts-Gesellschaft Hannover.
Besondere regionale Verdienste erwarb er sich beim Aufbau und der Entwicklung des landwirtschaftlichen Versuchswesens und der Milchkontrollvereine des Artlandes sowie der Osnabrücker Herdbuchgesellschaft. Er unternahm erfolgreiche Kulturversuche im Osnabrücker Wohld und unterstützte die Landwirte des Artlandes mit seinen Erfahrungen auch als Wirtschaftsberater und in Fragen fortschrittlicher Betriebsführung.
An der Ackerbauschule konnten nach der von Rudorf betriebenen staatlichen Anerkennung und Umwandlung in eine viersemestrige Anstalt Schüler in allen landwirtschaftlichen und artverwandten Fächern die mittlere Reife und Berechtigung zur Aufnahme in eine höhere landwirtschaftliche Lehranstalt erwerben. Am 1. März 1933 ging Rudorf als Direktor der Ackerbauschule, wo er über 1.000 Landwirte unterrichtete, in den Ruhestand und widmete sich nur noch seinen ehrenamtlichen Funktionen.
Die Kultivierung des Artlandes zur Landwirtschaft mit intensiver Bodennutzung und Tierzucht wurde vor allem seinem Wirken zugeschrieben und man gab ihm deshalb den Namen „Ackerdoktor“. Die Ackerbauschule wurde ab 1935 kurze Zeit Höhere Landbauschule und 1937 als Landwirtschaftsschule nach Badbergen verlegt bzw. bis 1940 weitergeführt. Das ehemalige Gebäude der Ackerbauschule Quakenbrück diente 1942–86 als Berufsschule und ist heute ein Wohnhaus.

## Publikationen
- Georg Rudorf (Karl Georg.): Die Wirkung des Stickstoffs in den festen und flüssigen Auswurfstoffen von Rind, Pferd und Schaf bei einem Feldkulturversuche mit Hafer, Inaugural-Dissertation… Verlag E. M. Monse, 1897